# Азиатские сухопутные черепахи
Азиатские сухопутные черепахи (лат. Manouria) — род сухопутных черепах.
В роде два вида черепах с длиной панциря 30—60 см. Обитают они в тропических лесах Южной и Юго-Восточной Азии.
Оба вида являются редкими и занесены в Красную книгу МСОП.
|  |
|  |